# Herochroma subopalina
Herochroma subopalina är en fjärilsart som beskrevs av W. Warren 1894. Herochroma subopalina ingår i släktet Herochroma och familjen mätare. Inga underarter finns listade i Catalogue of Life.